# Otto Lasch
Otto Lasch, nemški general, * 25. junij 1893, † 29. april 1971.
Rodil se je v mestu Pszczyna (nem. Pless) na Poljskem. Njegov oče je bil vpliven gozdar.
Leta 1958 je izdal knjigo: So fiel Königsberg. Kampf und Untergang von Ostpreußens Hauptstadt, v kateri je opisal bitko in padec Kaliningrada, prestolnice Vzhodne Prusije. Sedem let kasneje se je v knjigi Zuckerbrot und Peitsche razpisal še o svojem večletnem bivanju v sovjetskem vojnem zaporu.